# مویا
مویا (به اسپانیایی: Moyá) یک منطقهٔ مسکونی در اسپانیا است که در موینس واقع شده‌است. مویا ۷۵٫۳ کیلومتر مربع مساحت و ۵٬۷۶۰ نفر جمعیت دارد.